# 1542 Schalén
Az 1542 Schalén (ideiglenes jelöléssel 1941 QE) a Naprendszer kisbolygóövében található aszteroida. Yrjö Väisälä fedezte fel 1941. augusztus 26-án, Turkuban.